# Parasitisme
Pour les articles homonymes, voir Parasitisme (droit), Plante parasite et Parasite.

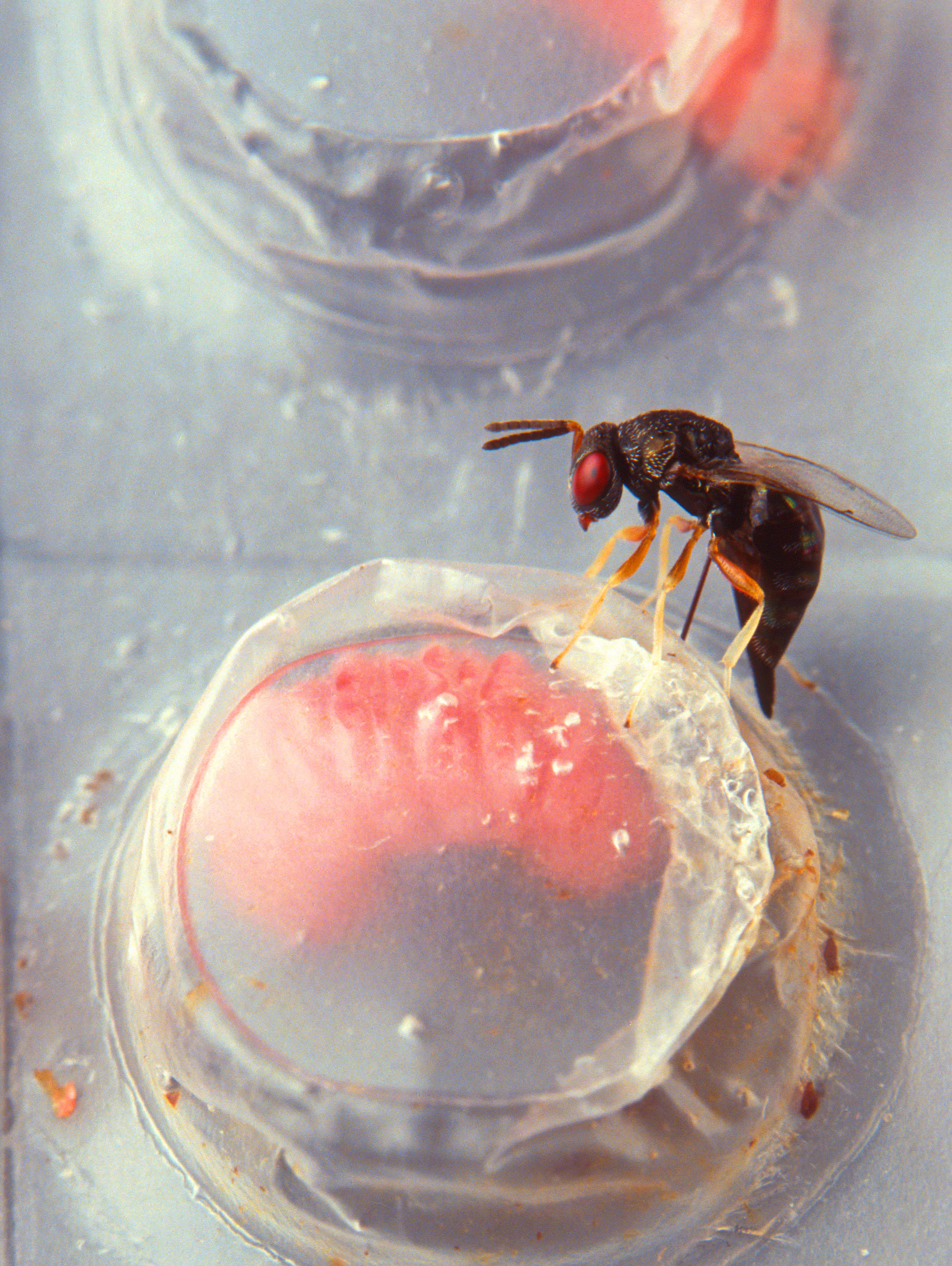
Femelle de Catolaccus grandis, une des très nombreuses espèces de petites guêpes (parasitoïdes de la famille des Pteromalidae, souvent spécialisées dans le parasitage d'une seule autre espèce d'insectes).

Diagramme simplifié des six principales interactions biologiques.

Le parasitisme (du grec ancien : παρά / pará, « à côté », et σῖτος / sîtos, « grain, blé, pain, nourriture », signifiant littéralement « qui prend la nourriture à côté de » et désignant à l'origine une fonction honorifique, celle de l’officier chargé de l'alimentation au prytanée d'Athènes) est une relation biologique durable entre deux êtres vivants hétérospécifiques où un des protagonistes — le parasite — tire profit d'un organisme hôte pour se nourrir, s'abriter ou se reproduire. Cette relation aura un effet négatif pour l’hôte. Les organismes qui ne sont pas parasites sont qualifiés de « libres ».
On trouve des parasites dans l'ensemble du monde vivant. Certains groupes sont composés quasi exclusivement de parasites (exemples : les plathelminthes monogènes), bien que la plupart comportent à la fois des espèces parasites et libres (exemple : les nématodes). Les vertébrés comportent très peu d'espèces parasites : les chauves souris hématophages se nourrissent du sang d'autres espèces, les lamproies rongent la peau de poissons pélagiques, les poissons-vampires (ou candirús) sucent le sang de gros siluridés amazoniens, certains poissons-perles (ou aurins) parasitent des holothuries. De nombreux parasites peuvent modifier le comportement de leur hôte, à l'avantage du parasite, phénomène maintenant classé parmi les interactions durables.
La définition du parasitisme correspond parfaitement aux interactions qui existent entre un virus ou une bactérie pathogène et son hôte, mais on qualifie ces êtres vivants de parasites plus rarement.
Les parasites sont parfois eux-mêmes victimes d'autres parasites, qui sont alors dits hyperparasites. On appelle parasitoïdes les organismes qui, au cours de leur développement, tuent systématiquement leur hôte, ce qui les fait sortir du cadre du parasitisme au sens strict.

## Vers une définition plus nuancée
M. Van Beneden, auteur d'un gros ouvrage Commensaux et parasites, publié en 1876, traitant uniquement des parasites des animaux, a une définition parfois nuancée du parasitisme. Il rapporte par exemple que la présence de plusieurs ténias dans les intestins des abyssiniens constitue un état de santé enviable, phrase critiquée par le médecin naturaliste P. Mégnin qui rappelle que « le Sarcoptes scabiei, entre autres tue en quelques mois les plus grands et les plus terribles carnassiers ». Ce dernier distingue clairement les parasites commensaux, les mutualistes et les parasites vrais (selon la définition du naturaliste Amédée Louis Michel Lepeletier « le parasite est celui qui vit aux dépens d'autrui en mangeant son bien et non sa nourrice même ». Il distingue aussi les parasites dangereux de ceux qu'il estime inoffensifs, en critiquant Van Beneden sur ce point[source secondaire nécessaire].
Jusqu'au milieu du XXe siècle, en théorie, une espèce était considérée comme « parasite » uniquement lorsque le bénéfice de la relation était manifestement unilatéral (parasitisme destructeur, voire rapidement mortel) pour l'hôte parasité. Certains parasitismes ont ensuite été considérés comme des cas particuliers de prédation (le parasite se nourrissant aux dépens de son hôte, sans « intention » de le tuer). Puis des études plus fines, faites dans une perspective plus systémique, ont montré que de nombreuses formes de parasitisme étaient également « utiles » à l'hôte et/ou à son espèce ou à la biocénose ; par exemple, dans la nature, de nombreux parasites interviennent efficacement dans le rétrocontrôle de la démographie de populations dont les individus – sans parasitisme – pulluleraient rapidement, jusqu'à faire disparaître leurs ressources alimentaires. On parle d'interactions durables pour décrire les relations complexes qui unissent la plupart des couples hôte-parasite.

## Types de parasitismes

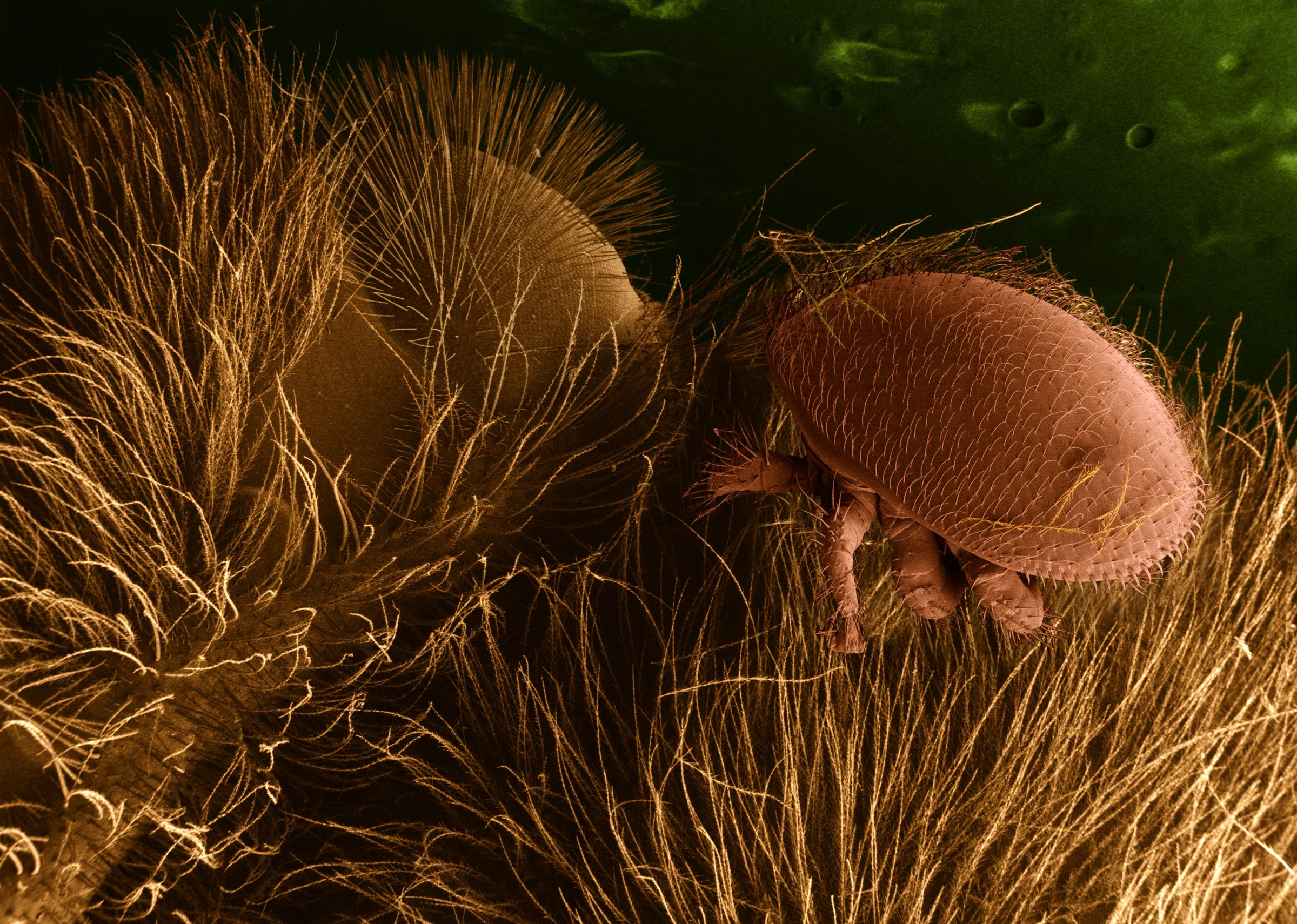
Varroa parasitant une abeille.

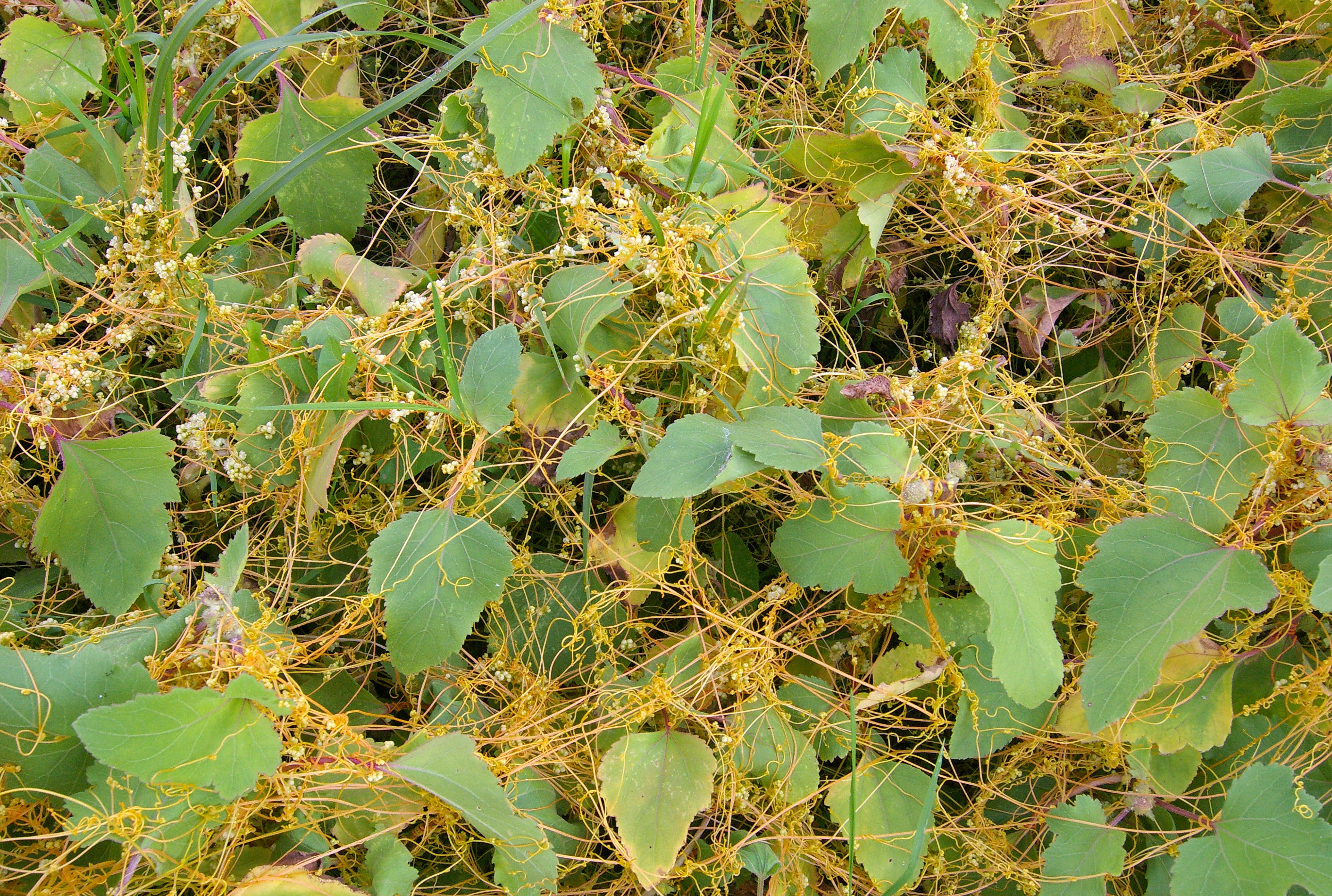
Cuscute, plante parasite de plusieurs végétaux

Le parasitisme est un mode de vie ou survie, parfois défini par l'exploitation du vivant par le vivant (the conquest of life by life). On considère différents types de parasitisme selon la position du parasite dans l'hôte :
- parasitisme obligatoire, facultatif ou accidentel ;
- parasitisme de blessure (les parasites ne pénètrent dans l'hôte qu'au niveau d'une plaie) et parasitisme de faiblesse (ou parasites d'équilibre qui ne se développent que si l'hôte présente un affaiblissement de ses défenses naturelles, d'origine physiologique, climatique) ;
- ectoparasite : le parasite est présent à l'extérieur de son hôte (parties externes comme la peau ou cavités comme les cavités buccales ou branchiales). Chez les végétaux on peut parler de parasites épiphytes ;

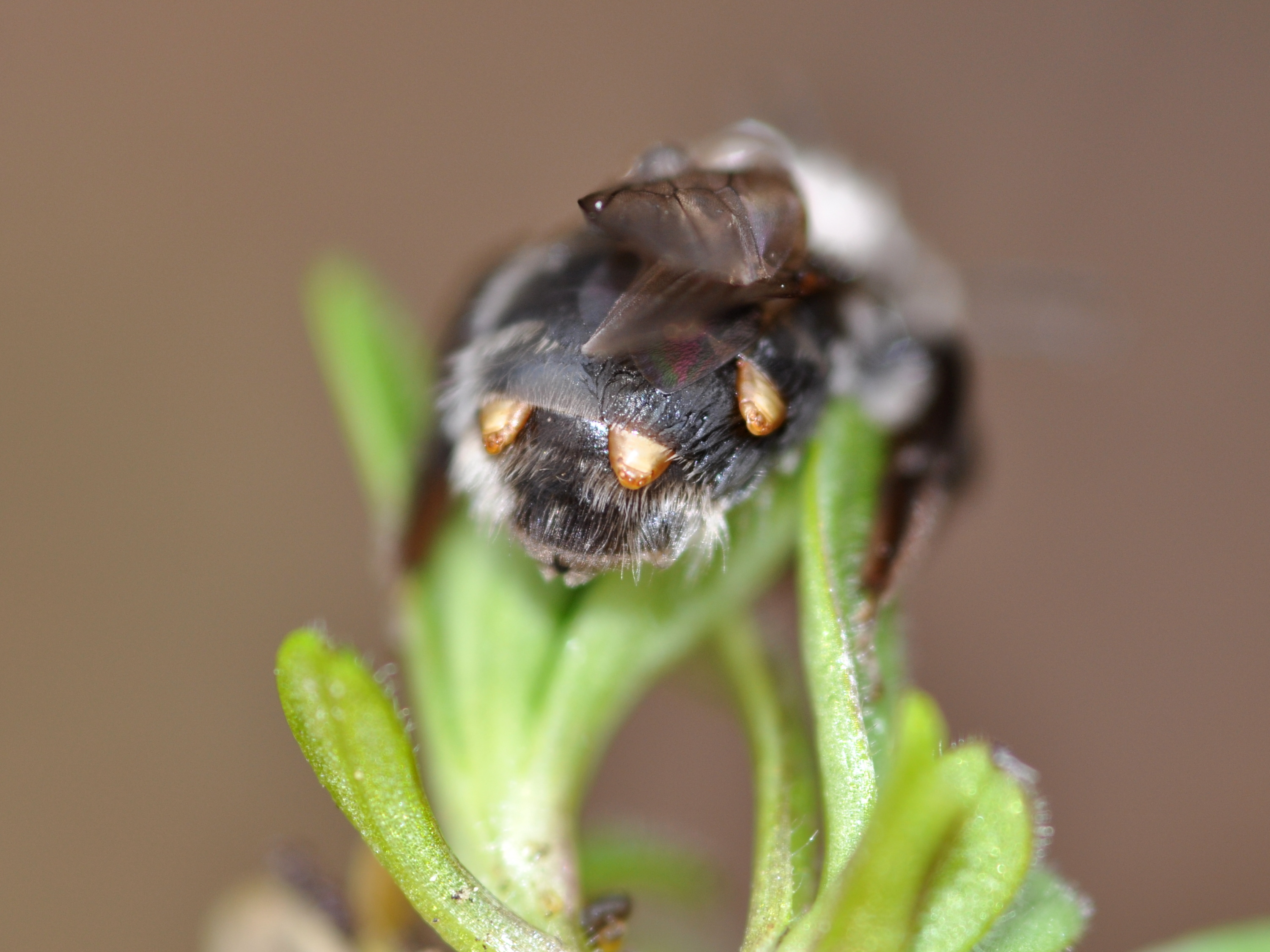
Larves endoparasites Stylops melittae insérées dans l'abdomen d'une abeille Andrena vaga

- Larves endoparasites Stylops melittae insérées dans l'abdomen d'une abeille Andrena vaga endoparasite : le parasite est présent dans les tissus (intramusculaire par exemple), dans le système sanguin, ou à l'intérieur d'une cellule. Certains parasites cellulaires sont spécialisés : ils ne colonisent qu'un type de cellules, éventuellement chez une seule ou quelques espèces (Plasmodium), d'autres sont plus ubiquistes ;
- hémiparasitisme : les hémiparasites possèdent leur propre chlorophylle et ne prélèvent chez leur hôte que de l'eau et des sels minéraux. Ce sont des végétaux comme le gui ;
- mésoparasite : le parasite est localisé dans une cavité de l'hôte communiquant avec l'extérieur comme dans le tube digestif (ténia par exemple). La limite entre endo et mésoparasites est parfois floue (comme pour le cas des cavités branchiales).

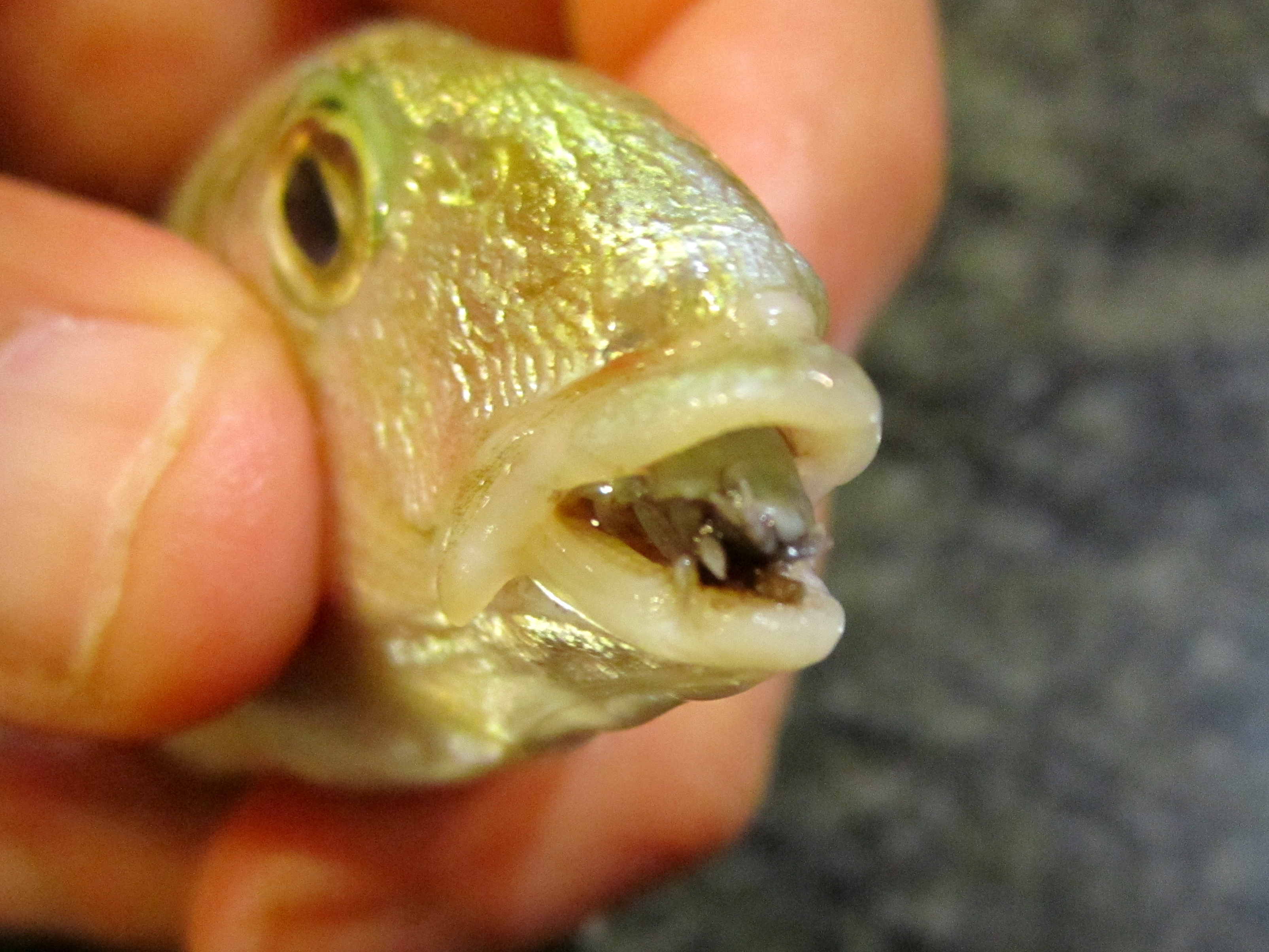
Cymothoa exigua parasitant un poisson marbré.

Le crustacé Cymothoa exigua a été découvert dans les années 1920 au Pérou dans la gueule de poissons capturés au filet. Dans une étude faite de janvier à décembre 1984 ; 236 Cymothoa exigua adultes ont été trouvés parasitant 165 des 691 poissons Lutjanus peru de la famille des Lutjanidae. C'est le seul parasite connu capable de remplacer fonctionnellement un organe de son hôte, en l'occurrence la langue du Lithognathus mormyrus (illustration ci-contre). Son développement est de type marsupial. Selon Nichols et Murphy qui l'ont étudié, ce parasite ne semble que légèrement « nocif » pour son hôte, mais il augmente probablement le taux de mortalité naturelle, notamment durant les premières années de vie du poisson.
Certains champignons parasitent les fourmis, les transformant en « zombies » qui abandonnent leur colonie pour mordre une feuille ou une branche près du sol et s'y suspendre. Ce processus permet au champignon de prospérer. Cette forme de parasitisme existe au moins depuis 48 millions d'années. Cette interaction hôte-parasite est très spécifique. Ainsi, une espèce de champignon ne peut induire ce comportement que chez une seule espèce de fourmi qui lui est propre.
D'autres formes de parasitisme sont décrites chez les animaux, par exemple le parasitisme alimentaire appelé cleptoparasitisme, ou le parasitisme de couvée chez les oiseaux.
Il existe également plusieurs types de parasitisme chez les plantes et de champignons parasites.

## Évolution et coévolution
La plupart des parasites semblent jouer un rôle important dans la sélection naturelle et l'évolution. On parle même de coévolution à leur égard, car la sélection naturelle favorise l'apparition constante de moyens de défense chez les hôtes ; le parasite évolue afin de posséder des adaptations qui lui permettent de rencontrer son hôte et de survivre sur ou dans l'hôte si la rencontre a eu lieu. Inversement, l'hôte évolue vers des adaptations qui lui permettent de ne pas rencontrer le parasite, de s'en débarrasser ou s'en défendre (y compris via le système immunitaire chez l'animal, ou la production de phytotoxines chez la plante). De là découlent une sorte de « courses aux armements » défensifs / offensifs, expression qui évoque les pressions de sélection réciproques que l'espèce-parasite et l'espèce-hôte exercent l'une contre l'autre sur de très longues périodes qui peuvent se chiffrer en millions d'années. Si l'hôte est véritablement gagnant (par exemple, en produisant des toxines spécifiques ou en fuyant dans un habitat refuge, à l'abri du stade infestant), le parasite peut disparaître.
La plupart des parasites se sont si spécialisés au cours du temps qu'ils ne peuvent parasiter qu'une ou quelques espèces parmi les millions qui existent. Le parasitisme est un mode de vie néanmoins très courant. Certains auteurs considèrent même qu'il est pratiqué par la majorité des espèces.
Les parasites sont caractérisés par une évolution réductrice des génomes (perte de gènes) qui se traduit par des simplifications morpho-anatomiques (régression d'organes, notamment ceux des appareils locomoteurs en lien avec leur mode de fixation, des appareils digestifs ou végétatifs en lien avec la spécificité parasitaire qui est fonction de leur spécialisation physiologique et de l'ancienneté du parasitisme) ou biochimiques (inactivation/disparition de voies métaboliques, réduction de la biosynthèse d'acides aminés, d'enzymes, d'hormones, de vitamines, autant de métabolites fournis par l'hôte).

### Ancienneté du parasitisme
En 2005 on a découvert les fossiles de larves datant d'environ 490 Ma (Cambrien supérieur), qui ressemblent étonnamment au pentastomides actuels, de petits crustacés qui parasitent les voies respiratoires des vertébrés terrestres. Il est plausible que c'étaient aussi des parasites, mais en l'absence d'association avec un hôte précis il est impossible de l'affirmer.
En 2020 l'étude des tubes encroûtant les coquilles de Neobolus wulongqingensis, un brachiopode datant du Cambrien inférieur (étage 4, 514–509 Ma), a montré que les animaux (de nature inconnue) ayant construit et habité ces tubes n'étaient pas de simples épibiontes mais bien des cleptoparasites. Les tubes s'ouvraient en effet sur la commissure antérieure des deux valves (et préférentiellement à l'endroit où le flux entrant était maximal), et les brachiopodes porteurs de tubes avaient à âge égal une biomasse inférieure à ceux qui en étaient dépourvus (et le défaut de masse était d'autant plus important que les tubes étaient anciennement implantés, ce qui se mesure par la distance entre le point d'attachement du tube et le bord postérieur de la coquille). Ces animaux détournaient donc à leur profit une partie du flux d’animalcules aspirés par le brachiopode,.

### Avantages et inconvénients adaptatifs du parasitisme

#### Inconvénients du parasitisme
- Le parasitisme nécessite une existence cyclique (de reproduction et de développement des parasites). Il en existe deux types :
  - cycle monoxène (ne faisant intervenir qu'un seul hôte) ;
  - cycle hétéroxène ou cycle-de-vie complexe (qui implique le passage par un, deux ou plusieurs hôtes intermédiaires).

- Le parasite est dépendant de son hôte (ou de ses hôtes), et il doit être capable de le rencontrer. Le surinvestissement des parasites dans la reproduction s'explique par la discontinuité dans l'espace et dans le temps des milieux que représentent leurs hôtes (phénomène de compensation parasitaire)[19].
- Si le parasite est trop agressif vis-à-vis de sa population hôte (par exemple s'il tue rapidement et systématiquement son hôte), il fait disparaître ses propres ressources alimentaires et de transport.

#### Avantages du parasitisme
- L'hôte offre un habitat relativement stable, une nourriture et de l'énergie (et un abri contre d'éventuels prédateurs dans le cas du parasitisme interne).
- L'hôte contribue involontairement à la mobilité du parasite (par ses déplacements, par sa digestion dans le cas d'un parasite interne). Il contribue aussi à la dissémination des propagules du parasite.

#### Différentes relations interspécifiques
Ce tableau résume les possibilités d'interactions, en termes d'effets, entre une espèce A et une espèce B.
| Type                   | Association | Association | Séparation | Séparation |
| ---------------------- | ----------- | ----------- | ---------- | ---------- |
|                        | A           | B           | A          | B          |
| neutralisme            | 0           | 0           | 0          | 0          |
| compétition            | -           | -           | 0          | 0          |
| mutualisme             | +           | +           | -          | -          |
| commensalisme A vers B | +           | 0           | -          | 0          |
| coopération            | +           | +           | 0          | 0          |
| phorésie               | +           | 0           | (-)        | 0          |
| parasitisme/prédation  | +           | -           | -          | 0          |
| inquilinisme           | +           | (+)         | -          | (-)        |

- Neutralisme : symbiote et hôte sont indépendants et n'ont aucune influence l'un envers l'autre.
- Compétition : symbiote et hôte agissent défavorablement l'un envers l'autre, il y a compétition au niveau de l'habitat, de la nourriture…
- Mutualisme : symbiote et hôte vivent en association durable sinon constante, nécessaire et bénéfique aux deux.
- Commensalisme : le symbiote se nourrit de matières organiques produites par l'hôte sans dommage pour ce dernier. Lorsque les matières organiques proviennent de matières en décomposition, cela est du saprophytisme.
- Coopération : les deux espèces peuvent vivre indépendamment l'une de l'autre, mais tirent profit de l'association. Dans ce cas, chaque espèce est à la fois symbiote et hôte.
- Phorésie : l'hôte transporte le symbiote dans un milieu favorable au développement de ce dernier. Il s’agit d’une association libre (les sources de nourriture de l’un et l’autre partenaires étant indépendantes) et non-destructrice (le transport en question n’occasionne pas de dommages physiologiques particuliers).
- Inquilinisme : le symbiote trouve auprès de son hôte un habitat, un refuge et une protection sans en tirer de nourriture (parasitisme spatial et non physiologique).

## Différence entre parasitisme et prédation
Les interactions liant un prédateur et sa proie, ainsi qu'un parasite et son hôte sont de même nature, avec néanmoins certaines différences :
- une différence se situe dans la taille de l'individu tirant profit de l'interaction. Ainsi, on remarque que le parasite est plus petit que son hôte, et qu'un prédateur est généralement plus grand que sa proie. (Dans le cas d'attaque en bande (par exemple dans le cas des lions), l'addition de la taille de la totalité des prédateurs dépasse celle de la proie). Néanmoins, ce critère possède ses limites car il existe des cas où la masse comme le volume des prédateurs peuvent être inférieurs à celui de la proie notamment si l'on considère l'homme (chasse à la baleine par exemple). Il peut être complété par le devenir de l'hôte qui, dans le cas de la prédation, du moins si on en exclut l'alimentation herbivore, est systématiquement tué.
- une autre différence se situe dans le temps de l'interaction entre les deux individus. Dans le cadre du parasitisme, l'hôte et le parasite possède une interaction qui dure dans le temps. Cela tient au fait que le parasite n'a aucun bénéfice à tuer son hôte contrairement au prédateur avec sa proie.

## Parasitisme en médecine
Par convention, en médecine humaine et vétérinaire, on appelle parasite un métazoaire ou un protozoaire parasitant l'organisme et entraînant une parasitose (n'incluant donc ni virus (virose), ni bactérie (infection bactérienne), ni champignon (mycose)).
La présence du parasite dans l’organisme est appelée parasitose. Lors de la parasitose, il y a action des leucocytes polynucléaires éosinophiles: l’hyper éosinophilie qui correspond à une augmentation de ces cellules de défense dans le sang.
L’action des cristalloïdes (protéines majeures) sont responsables de cette action antiparasitaire.
Exemples : plasmodiums, tænias, leishmanias, sarcoptes, acanthobdelliformes etc. Voir parasitologie médicale.

## Littérature
- Parasite, roman américain.
- L'Homme est le seul parasite conscient de tuer son hôte, la Terre, mais qui continue car ses faiblesses sont plus fortes que lui, citation de Murray Bookchin dans son récit Notre environnement synthétique[20].